# Referat
Referat (lat. referre bringe tilbage) er en gengivelse, skriftligt eller mundtligt, af noget som er sagt, skrevet eller en beretning om noget der er sket, eksempelvis et foredrag, forretnings- eller foreningsmøde eller lignende.
Et mødereferat indeholder typisk information om et mødes indhold, tidspunkt og deltagere. Et beslutningsreferat (også konklusionsreferat) er begrænset til information om beslutninger taget på et møde, mens et diskussionsreferat (også debatreferat) også indeholder eller opsummerer specifikke pointer m.m. lavet under en diskussion. Detaljeringsgraden kan variere betydeligt efter behov, og ordrette referater er sjældne.